# 鉢叩

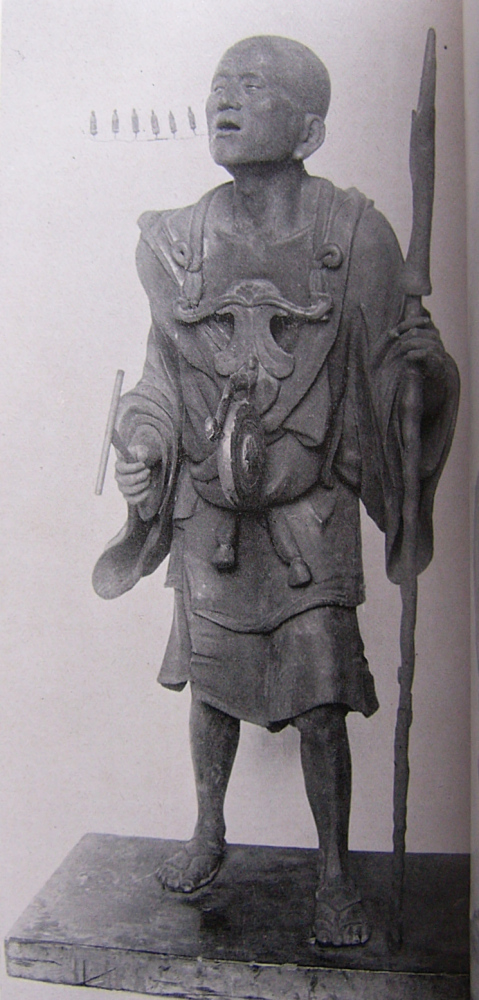
「鉢叩」たちの精神的支柱・空也。

鉢叩（はちたたき）は、中世・近世（12世紀 - 19世紀）の日本に存在した民俗芸能、大道芸の一種であり、およびそれを行う者である。鉢叩き、鉢タタキ、鉢敲とも表記する。踊念仏あるいは念仏踊の一種であり、空也を始祖と仰ぐ。「七道者」に分類され、やがて江戸時代（17世紀 - 19世紀）には、門付芸となった。冬の季語・11月の季語である。

## 略歴・概要
10世紀日本での浄土教の民間布教僧であった空也（903年 - 972年）は、都市から地方へと庶民を対象に「阿弥陀信仰」と念仏を広めたが、踊念仏あるいは念仏踊を行った形跡はなく、「空也上人像」に描かれる、鉦を叩き口から如来すなわち念仏を吐く姿は、伝承によるものとされる。
「鉢叩」のスタイルは、鉢あるいは瓢箪を手にして叩きながら、念仏や、平易な日本語によって仏やお経などを讃える和讃を唱え、あるいは歌いながら、念仏踊を行って金銭を乞うものである。京都の紫雲山極楽院光勝寺・空也堂（現在の京都市中京区亀屋町）の「鉢叩」たちが、「空也忌」とされる旧暦11月13日から旧暦の大晦日までの48日間行うものが知られる。実際の空也が亡くなったのは、旧暦9月11日（天禄3年、グレゴリオ暦972年10月20日）であり、「鉢叩」の伝承とは異なっている。
15世紀に尋尊が記した日記である『大乗院寺社雑事記』によれば、大和国奈良の興福寺では、同寺に所属する「声聞師」たちが、「猿楽」、「鉦叩」、「猿飼」等と同じ「七道者」として、「鉢叩」たちを支配していた。
江戸時代には、門付芸のひとつとして行われるようになった。すでに冬の風物詩となっており、松尾芭蕉は「長嘯の墓もめぐるか鉢叩」と詠んでいる。
現代においては、「鉢叩」自体は廃れたが、「空也念仏踊」「六斎念仏」と称され、「壬生六斎念仏踊り」（京都）、「無生野の大念仏」（山梨）は国の重要無形民俗文化財に指定されている。福島県会津若松市河東町広野にある八葉寺等にも残されている。